# Reform (motorfiets)
Reform is de naam van een historisch Oostenrijks merk van motorfietsen.
Reform Motorradwerk Thein & Goldberger, Wenen (1903-1905).
Oostenrijks (toen nog Oostenrijk-Hongarije) merk dat 2¼ pk zijkleppers leverde met Fafnir-motorblokjes. De motorfietsen werden waarschijnlijk voor Reform door Monarch Excelsior (Walker) (zie Excelsior) in Birmingham geproduceerd. Ze werden in licht gewijzigde vorm ook onder de merknaam Thein & Goldberger verkocht.